# Le Promontoire
Le Promontoire est un roman d'Henri Thomas publié le 30 septembre 1961 aux éditions Gallimard et ayant reçu la même année le prix Femina.

## Résumé
Il s'agit de l'histoire d'un homme qui découvre en famille un village corse et qui ne parvient pas à le quitter.

## Réception critique
Jacqueline Piatier, dans Le Monde, considère ce livre comme « la poésie de l'envoûtement ».

## Éditions
- Éditions Gallimard, coll. « Blanche », 1961.
- Éditions Gallimard, coll. «  L'Imaginaire » no 181, 1987,  (ISBN 2070709000).